# Alvy Moore
Alvy Moore est un acteur et producteur américain né le 5 décembre 1921 à Vincennes, Indiana (États-Unis), mort le 4 mai 1997 à Palm Desert (Californie).

## Filmographie

### comme acteur
- 1952 : Okinawa : Sailor on bridge
- 1952 : Talk About a Stranger (en) de David Bradley: Sailor on Motorcycle
- 1952 : Des jupons à l'horizon (Skirts Ahoy!) de Sidney Lanfield : French-speaking sailor
- 1952 : L'Intrépide (Fearless Fagan) de Stanley Donen : Recruit with deceased mother
- 1952 : Flat Top de Lesley Selander : Sailor
- 1952 : Les Vainqueurs de Corée (Battle Zone) de Lesley Selander : Marine
- 1953 : Les Dégourdis de la M.P. (Off Limits) de Christopher Crowe : Staff Sgt. Wagner
- 1953 : Destination Gobi de Robert Wise : Aide, Argus HQ
- 1953 : The Glory Brigade (en) de Robert D. Webb : Pvt. 'Stoney' Stone
- 1953 : La Guerre des mondes (The War of the Worlds) de Byron Haskin : Zippy
- 1953 : The Affairs of Dobie Gillis de Don Weis : Interrupted Registering Freshman
- 1953 : China Venture de Don Siegel : Carlson
- 1953 : L'Equipée sauvage (The Wild One) de László Benedek : Pigeon
- 1954 : Les Révoltés de la cellule 11 (Riot in Cell Block 11) de Don Siegel : Gator
- 1954 : Le Secret des Incas (Secret of the Incas) de Jerry Hopper : Young man at bar
- 1954 : Susan Slept Here de Frank Tashlin : Virgil, Mark's Gofer
- 1954 : Return from the Sea : Smitty
- 1954 : La Joyeuse parade (There's No Business Like Show Business) de Walter Lang : Katy's Boy Friend
- 1955 : An Annapolis Story de Don Siegel : Willie Warren
- 1955 : On ne joue pas avec le crime (5 Against the House) de Phil Karlson : Roy
- 1956 : Screaming Eagles (en) : Pvt. Grimes
- 1957 : The Persuader : Willy Williams
- 1957 : La Femme modèle (Designing Woman) de Vincente Minnelli : Luke Coslow
- 1957 : Le Cerveau infernal (The Invisible Boy) de Herman Hoffman : Scientist #4 (pranks scene)
- 1958 : The Heart Is a Rebel
- 1958 : Vacances à Paris (The Perfect furlough) de Blake Edwards : Pvt. Marvin Brewer
- 1960 : Pete and Gladys (en) (série TV) : Howie (unknown episodes)
- 1960 : Le Rafiot héroïque (The Wackiest Ship in the Army) de Richard Murphy : Seaman J. Johnson (cook)
- 1961 : Everything's Ducky de Don Taylor : Jim Lipscott
- 1961 : Twist Around the Clock d'Oscar Rudolph : Dizzy Bellew
- 1963 : Trois Filles à marier (For Love or Money) de Michael Gordon : George
- 1963 : Un dimanche à New York (Sunday in New York) de Peter Tewksbury : Airport Ticket Clerk
- 1963 : Pousse-toi, chérie (Move Over, Darling) de Michael Gordon : Room service waiter
- 1964 : 3 Nuts in Search of a Bolt (en) de Tommy Noonan : Sutter T. Finley
- 1964 : The Devil's Bedroom
- 1965 : Le Coup de l'oreiller (A Very Special Favor) de Michael Gordon : Ralph
- 1965 : Love and Kisses (en) d'Ozzie Nelson : Officer Jones
- 1965 : Kilroy (téléfilm)
- 1965 : One Way Wahini : Maxwell
- 1967 : L'Honorable Griffin (The Adventures of Bullwhip Griffin) de James Neilson : Lost ticket man
- 1967 : La Gnome-mobile (The Gnome-Mobile) de Robert Stevenson : Gas Station Mechanic
- 1969 : The Witchmaker : Dr Ralph Hayes
- 1971 : The Brotherhood of Satan de Bernard McEveety : Tobey
- 1971 : The Late Liz : Bill Morris
- 1973 : Time to Run, de James F. Collier : …
- 1974  : Le Nouvel Amour de Coccinelle (Herbie Rides Again) de Robert Stevenson
- 1975 : The Specialist d'Howard Avedis : Bailiff Humbolt
- 1975 : Dr. Minx de Howard Avedis
- 1975 : Apocalypse 2024 (A Boy and His Dog) de L.Q. Jones : Doctor Moore
- 1978 : La Conquête de l'Ouest (How the West Was Won) (feuilleton TV) : Swenson
- 1978 : Lacy and the Mississippi Queen (TV) : Reverend
- 1978 : Kate Bliss and the Ticker Tape Kid (en) (TV) : Room Clerk
- 1978 : Cotton Candy (TV) : Mr. Smalley
- 1979 : Smokey and the Hotwire Gang : Sheriff Flower
- 1981 : Scream : Allen
- 1981 : Superbman: The Other Movie : Perry Blight
- 1981 : Early Warning : Paul Marshal
- 1965 : Des jours et des vies (Days of Our Lives) (série TV) : John Purcell (unknown episodes, 1981)
- 1983 : The Christmas Tree Train (TV) : Abner / Santa Claus
- 1983 : Cérémonie mortelle (Mortuary) de Howard Avedis : Bob Stevens
- 1983 : Les Minipouss (The Littles) (série TV) : Grandpa Little (unknown episodes)
- 1984 : Which Witch Is Which? (TV) : Abner
- 1984 : Little House: The Last Farewell (TV) : 1st Mayor
- 1984 : They're Playing with Fire : Jimbo
- 1985 : The Turkey Caper (TV) : Abner
- 1985 : Here Come the Littles (en) de Bernard Deyriès : Grandpa Little (voix)
- 1986 : Liberty and the Littles (TV) : Grandpa Little
- 1987 : A Chucklewood Easter (TV) : Abner
- 1989 : Intruder (en) de Scott Spiegel : Officer Dalton
- 1989 : House 3 (The Horror Show) de James Isaac : Chili Salesman
- 1989 : Little White Lies (TV) : Mr. Jenkell
- 1990 : Return to Green Acres (TV) : Hank Kimball

### comme producteur
- 1964 : The Devil's Bedroom
- 1969 : The Witchmaker
- 1971 : The Brotherhood of Satan
- 1975 : Apocalypse 2024 (A Boy and His Dog)